# Emile Boulpaep
Emiel (Emile) Louis Jean Baptiste ridder Boulpaep (Aalst, 15 september 1938) is een Belgisch fysioloog en bestuurder.

## Levensloop
Emile Boulpaep studeerde geneeskunde aan de Universiteit Namen en de Katholieke Universiteit Leuven (1962). Sinds 1967 is hij professor cellulaire en moleculaire fysiologie aan de Yale School of Medicine van de Yale-universiteit in de Verenigde Staten, waar hij onderzoek verricht naar fysiologie en nefrologie.
Hij is sinds 1977 president van de Belgian American Educational Foundation (BAEF), dat de uitwisseling van Belgische en Amerikaanse universiteitsstudenten, wetenschappers en onderzoekers ondersteunt. Hij is bestuurder van de Universitaire Stichting, Francqui-Stichting, de Hoover Foundation for the Development of the University of Brussels, de Hoover Foundation for the Development of the University of Louvain. Hij is voormalig bestuurder en vicevoorzitter van de Koning Boudewijnstichting in de Verenigde Staten (KBFUS).

## Eerbetoon
Emile Boulpaep is commandeur in de Orde van Leopold II, ridder in de Kroonorde. In 1996 werd hij in de erfelijke adel opgenomen met de titel ridder.
Hij ontving de volgende prijzen en onderscheidingen:
- 1978 - Overseas Fellow van het Churchill College van de Universiteit van Cambridge in het Verenigd Koninkrijk
- 1986 - Homer W. Smith Award van de American Society of Nephrology and the New York Heart Association
- 1987 - eredoctoraat van de Université catholique de Louvain
- 1990 - buitenlands erelid van de Koninklijke Academie voor Geneeskunde van België en de Académie royale de médecine de Belgique
- 1992 - Christoffel Plantijn Prijs van het Fonds Christoffel Plantijn
- 1996 - Dean's Medical Education Farr Prize van de Yale School of Medicine
- 2001 - Bohmfalk Award for Excellence in Basic Science Teaching van de Yale-universiteit
- 2012 - Lifetime Achievement Award van de Belgisch-Amerikaanse Kamer van Koophandel[1]
- 2018 - erepenning van de Katholieke Universiteit Leuven[2]
- 2019 - Gouden Penning van de Koninklijke Vlaamse Academie van België voor Wetenschappen en Kunsten